# Линк, Генрих Фридрих
Генрих Фридрих Линк (нем. Heinrich Friedrich Link; 1767—1851) — немецкий натуралист и ботаник, учёный-энциклопедист, масон.

## Биография
Образование получил в университете Гёттингена, где изучал медицину и естественные науки. В 1789 году защитил диссертацию «Flora der Felsgesteine rund um Göttingen» и стал приват-доцентом.
В 1792 году он стал первым профессором новой кафедры химии, зоологии и ботаники в университете Ростока. В 1806 году он создал первую химическую лабораторию в Ростоке. В этот период им было издано большое количество статей и книг по самым разнообразным темам: физике и химии, геологии, минералогии, ботаники и зоологии, естественной философии и этики, доисторической и ранней истории. Дважды избирался ректором университета.
В 1797—1799 годах он вместе с ботаником, орнитологом и энтомологом из Дрездена графом Гофманзегом предпринял путешествие по Португалии. После этой поездки ботаника стала его главным научным интересом.
В 1800 году стал членом старейшей естественнонаучной академии Европы Леопольдина.
В 1811 году Линк был назначен профессором химии и ботаники в университете Бреслау, где он дважды избирался ректором университета. После смерти Карла Людвига Вильденов в 1815 году он стал профессором естественной истории, куратором гербария и директором ботанического сада в Берлине (после его смерти в 1851 году его преемником на посту директора сада стал Александр Генрих Браун.
Линк признаётся одним из последних учёных XIX века, обладавших универсальными естественнонаучными знаниями по широкому кругу дисциплин.
В 1783 году Линк был принят в масонскую ложу «Врата вечности» (Pforte der Ewigkeit) в Хильдесхайме. В последующем он был активным членом лож в Ростоке, Бреслау и Берлине. Особые заслуги перед масонством Линк получил когда занимал должность великого мастера Великой ложи «Royal York, genannt zur Freundschaft» между 1831 и 1850 годами.

## Труды
Большая часть работ Линка была посвящена различным разделам ботаники:
- «Elementa philosophiae botanicae», Берлин, 1824.
- «Handbuch zur Erkennung der nutzbarsten und am häufigsten vorkommenden Gewächse» 3 т., Берлин, 1829—33.
- «Jahresbericht über die Arbeiten für physiologische Botanik im Jahre 1840», 1842.
- «Vorlesungen über die Kräuterkunde», Берлин, 1843—45.

Систематика и география растений:
- «Flore portugaise», Берлин, 1809—40.
- «Icones plantarum selectarum horti regii botanici Berolinensis» совместно с Кристофом Фридрихом Отто, Берлин, 1820—28.
- «Enumeratio plantarum horti regii botanici Berolinensis» 2 т., Берлин, 1821—22.
- «Ueber die Gattungen Melocactus und Echinocactus», Берлин, 1827.
- «Handbuch zur Erkennung der nutzbarsten und am häufigsten vorkommenden Gewächse» 3 т., Берлин, 1829—33.
- «Hortus Regius Botanicus Berolinensis descriptus», Берлин, 1833.
- «Filicum species in horto regio Berolinensi cultae», Берлин, 1841.
- «Icones plantarum rariorum horti regii botanici Berolinensis» совместно с Отто, Берлин,, 1841—1844.

Анатомия растений:
- «Grundlehren der Anatomie und Physiologie der Pflanzen», Гёттинген, 1807.
- «Ausgew ä hlte anatomisch-botanische Abbildungen» 5 ч., Берлин, 1842—47.
- «Anatomia plantarum iconibus illustrata» 3 т., Берлин, 1843—47.